# Ricardo Flecha Barrio
Ricardo Flecha Barrio (Zamora, 1958-Zamora, 4 de octubre de 2023) fue un artista, escultor e imaginero español.

## Biografía

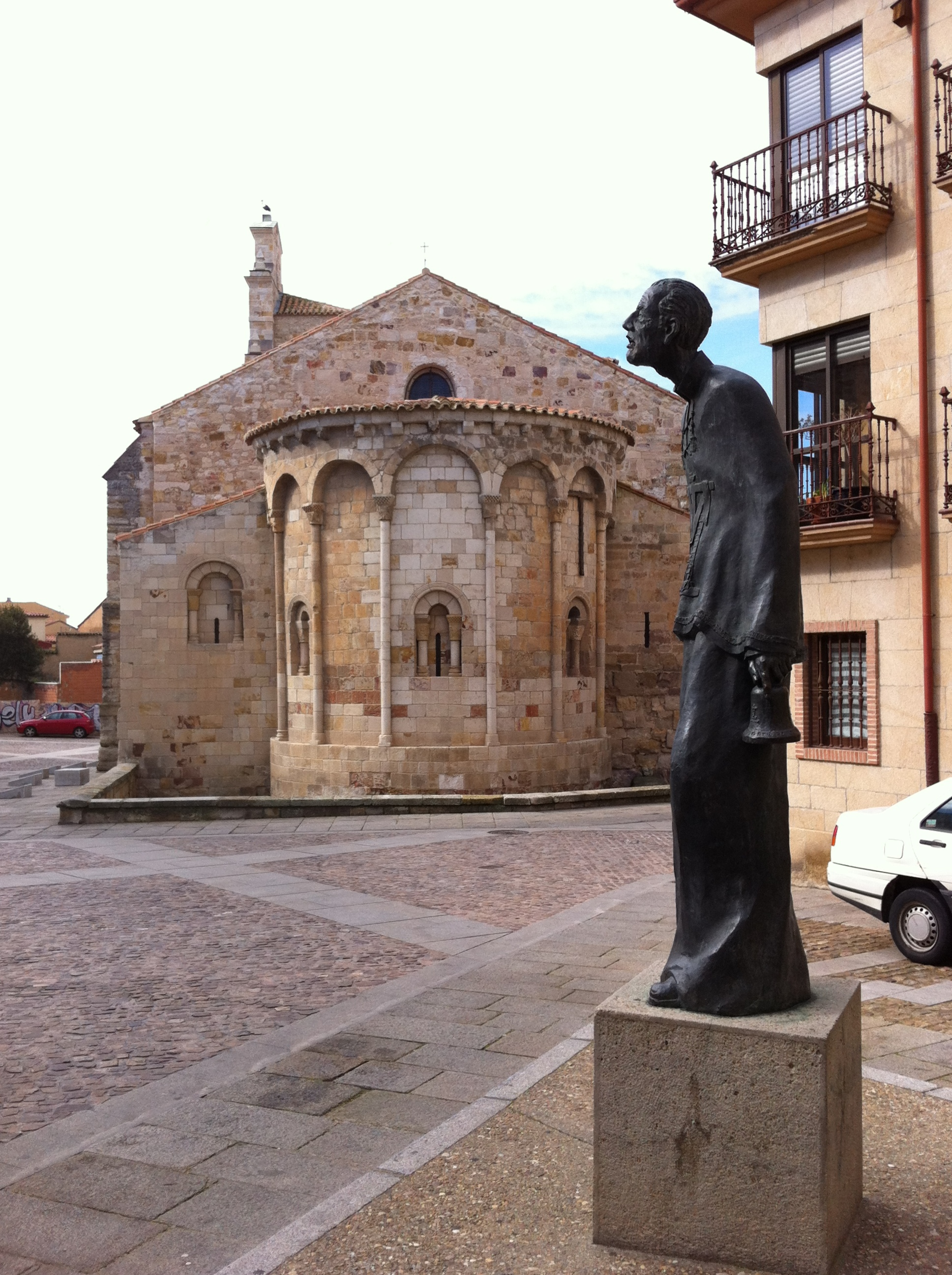
Escultura del Barandales, realizada en 1994 por Ricardo Flecha.

Comenzó su actividad como aprendiz en el taller del escultor zamorano Ramón Abrantes. Estudió en la Universidad de Salamanca, donde se licenció en bellas artes con la especialidad de escultura. Ejerció como profesor de talla en madera en la Escuela de Artes y Oficios de Zamora. En julio de 2023 la antigua iglesia de la Encarnación, en Zamora, acogió una exposición retrospectiva del escultor.

## Obra

### Obra pública
- «Barandales», plaza de Santa María de Zamora (1994).
- Estatua de San Alfonso Rodríguez de Zamora en la plaza del Seminario de Zamora —anteriormente en el parque de San Alfonso Rodríguez en Zamora— (1997).
- Monumento al VI Centenario de la Fundación del Condado de Benavente en los Jardines de la Mota de Benavente (1998).
- «Tragedia de Ribadelago» en Sanabria situada en Ribadelago (2009), del «Cofrade Penitente» de Bercianos de Aliste (2013).
- Monumento al emigrante en Fermoselle.
- Escudo de armas de la ciudad de Benavente (2015), en el que se aprecia su patrona, la Virgen de la Vega.[5]

### Obra religiosa
- Cristo yacente (1987, iglesia de Manganeses de la Lampreana).
- San José (1988, Centro de Enseñanzas Integradas de Zamora).
- María Auxiliadora (1988, capilla de los Padres Salesianos, Zamora).

- Cristo preso o Ecce Homo (año 1990). Expuesta por primera vez en 1991 en la galería de arte Manuel Macias de Madrid. Premiada en el año 2000 en “Cien años de arte en Zamora” se seleccionó para participar en la XVI Edición de la exposición Passio “Las Edades del Hombre” en el año 2011 y en la exposición especial 25 aniversario de las edades del hombre en Salamanca “contrapunto 2.0”en el año 2018. Es el paso principal de la procesión de la sentencia en la Semana Santa de Medina del Campo y está considerada una de las creaciones más importantes dentro de la obra de este excelso escultor

- Cristo del Perdón (1991, Cofradía de Nuestro Padres Jesús Nazareno y Ánimas de la Campanilla de la ciudad de Toro, Zamora).
- Capilla (1992, Centro asistencial de San Juan de Dios, Palencia).
- Grupo escultórico "La exaltación de la Cruz" (1993, Cofradía de "La exaltación de la Cruz", Zaragoza).
- Jesús resucitado (1994, Cofradía de "Nuestro Padre Jesús Resucitado", Valladolid.
- Grupo de "La Virgen y San Juan ante el sepulcro" (1994, Real Cofradía del Santo Entierro, Zamora).
- "Cruz desnuda" (1995, Cofradía de Nuestro Padre Jesús atado a la columna, Medina del Campo, Valladolid).
- Cristo en el sepulcro (1996, Cofradía de Nuestra Madre de las Angustias, Zamora).
- Nuestra Madre de la Piedad (1998, Cofradía del Santo Cristo de la Bienaventuranza, León).
- Jesús resucitado (1998, Altar Mayor de la iglesia de Santa María de Azoague, Benavente).
- San Pascual Bailón (1999, iglesia de San Andrés, La Coruña).
- Virgen de la Encarnación (2000, iglesia de Villalube, Zamora).
- El entierro de Cristo (2002, Cofradía del Santo entierro, Zamora).
- San Juan y Nuestra Señora (2004).
- María Santísima de la Alegría (2009, Cofradía de Nuestro Padre Jesús Resucitado, María Santísima de la Alegría y Las Lágrimas de San Pedro, Valladolid).
- Cristo en brazos de la muerte (2011, Medina del Campo).[6]

### Mesas procesionales (andas)
- 1997, Cofradía de la Exaltación de la Cruz, Zaragoza.
- 1998, Mesa Procesional para el Grupo Escultórico La Lanzada («Longinos»), Real Cofradía del Santo Entierro, Zamora.
- 1998, Cofradía de la Siete Palabras, León.
- 1999, mesa para la Piedad de la Cofradía del Santo Entierro, Zamora.

### Cruces de guía
- Cruz Guía de la Cofradía de Nuestro Padre Jesús Resucitado, María Santísima de la Alegría y Las Lágrimas de San Pedro, de Valladolid (2006).
- Cruz de Guía de la Hermandad Franciscana del Cristo de Humildad de Salamanca, inspirada en el Cristo de las Batallas (2018).[7]
- Cruz de Guía de la Cofradía de la Virgen de la Saleta de Zamora (2018).